# Bengawan Solo
Bengawan Solo est une chanson indonésienne au sujet du fleuve Solo, le plus long de l'Île de Java.

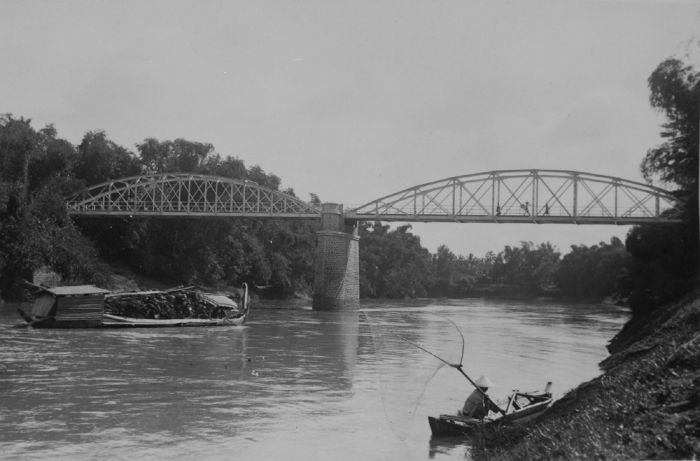
Le fleuve Solo dans les années 1930.

## Analyse
Cette chanson décrit le fleuve dans un style poétique et nostalgique, évoquant les montagnes qui l'entourent, ses sources près de Surakarta, son embouchure dans la mer et la façon dont les marchands l'utilisent.
Écrite en 1940 par Gesang Martohartono, elle se joue avec le keroncong, ukulélé indonésien aux influences portugaises. Les Japonais, qui occupèrent l'île pendant la Seconde Guerre mondiale, rapportèrent ensuite chez eux cette chanson, d'où elle acquit une célébrité qui s'étendit au monde.
Localement, cette chanson est fortement associée à l'époque de la guerre et la société de cette époque. En 1940, Gesang Martohartono, inexpérimenté et démuni, composa la chanson sur une flûte de bambou et l'interpréta lors de différents événements locaux dans sa ville natale de Surakarta. Elle devint alors vite connue et appréciée dans la communauté japonaise, et la chanson obtint une estime nationale quand elle fut diffusée à l'étranger.
La chanson évoque à la fois l'occupation japonaise et les prisonniers des camps d'internement qui n'étaient pas des Indonésiens, essentiellement des civils néerlandais. Traduite en japonais, la chanson eut du succès au Japon dans différentes versions. Elle est presque synonyme de la perception qu'ont les Japonais de la musique indonésienne.
En 1991, des vétérans de guerre japonais ont fait ériger une statue de Gesang Martohartono à Surakarta.
Parmi les artistes qui ont interprété cette chanson, on peut citer : Waljinah, Toshi Matsuda, Anneke Grönloh, Rebecca Pan et Frances Yip.

## Divers

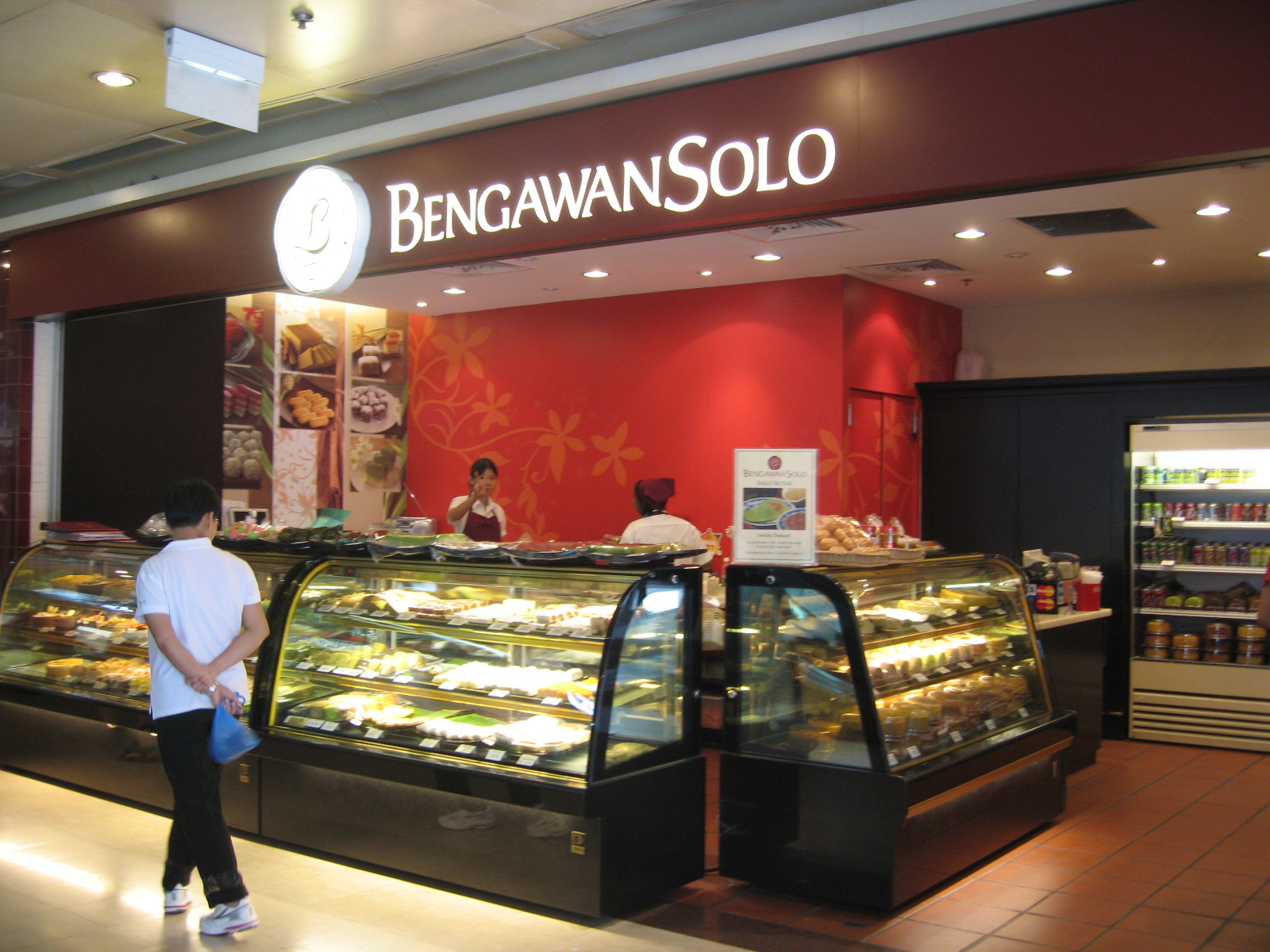
Magasin Bengawan Solo.

Bengawan Solo est le nom d'une chaîne de pâtisseries à Singapour.
La mélodie devint célèbre dans les communautés chinoises après que la chanteuse malaisienne Poon Sow Keng l'a reprise avec des paroles en mandarin pour Hong Kong Pathé en 1957. Cette popularité fut ensuite augmentée par Koo Mei, qui la reprit peu après pour Philips Records.
By the River of Love, datant du début des années 1960 à Hong Kong, est la reprise de la mélodie avec des paroles en anglais. L'enregistrement de Rebecca Pan peut être entendu sur la bande originale de In the Mood for Love, film réalisé par Wong Kar-wai (2000).

## Paroles
| en indonésien            | en français                           |
| ------------------------ | ------------------------------------- |
| Bengawan Solo            | Fleuve Solo                           |
| Riwayatmu ini            | Ceci est ton histoire                 |
| Sedari dulu jadi         | Depuis longtemps                      |
| Perhatian insani         | Tu es l'objet d'attention des hommes  |
|                          |                                       |
| Musim kemarau            | Lors de la saison sèche               |
| Tak seb'rapa airmu       | Tu eau n'est pas si abondante         |
| Di musim hujan, air      | Lors de la saison des pluies, ton eau |
| Meluap sampai jauh       | Déborde loin                          |
|                          |                                       |
| Chorus:                  |                                       |
| Mata airmu dari Solo     | Ta source à Solo                      |
| Terkurung Gunung Seribu  | Est entourée des Mille montagnes      |
| Air mengalir sampai jauh | Water flows to reach far distances    |
| Akhirnya ke laut         | Eventually to the sea                 |
|                          |                                       |
| Itu perahu               | Those boats                           |
| Riwayatnya dulu          | In the past                           |
| Kaum pedagang s'lalu     | The merchant folk had always          |
| Naik itu perahu          | Sailed in those boats                 |

## Source
- (en) Cet article est partiellement ou en totalité issu de l’article de Wikipédia en anglais intitulé « Bengawan Solo (song) » (voir la liste des auteurs).